# Гражданская война в Палестине (793–796)
Гражданская война в Палестине, также известная как Кайсито-яманитская война или Арбузная война — ряд военных кампаний в Палестине и Трансиордании между федерацией северных арабских племен мудари, также называемой низаритами или кайситами, и южной племенной конфедерацией ямани («йеменцами») и его союзниками, халифами Аббасидов. Конфликт, возможно, начался ещё в 787/788 году, хотя очевидные вспышки боев в основном датируются 793 и 796 годами.

## Предыстория
В VIII веке Палестина и Трансиордания управлялись арабами в качестве административных районов Джунд-Филастин и Джунд-аль-Урдунн соответственно. Джунд-Филастин простиралась от Рафаха до Ладжуна, охватывая значительную часть прибрежной равнины и включая Самарию и гору Хеврон, в то время как Джунд-аль-Урдунн включал Галилею, Джабаль-Амель и большую часть Трансиордании (к востоку от реки Иордан). Оба района были частью более крупной провинции Билад-аш-Шам (Левант) Аббасидского халифата. Аббасиды аннексировали Билад-аш-Шам после победы над династией Омейядов в 750 году. Впоследствии столица Халифата была перенесена из Дамаска в Багдад, и Палестина утратила свое центральное положение в государстве, став отдаленным районом, дела которого не так тщательно контролировались и регулировались, как это было при Омейядах. Аббасиды также сталкивались с трудностями, подавляя восстания по всему Халифату во время межплеменных боевых действий в Палестине. Различные арабские племена в этот период заселяли районы Палестины и Трансиордании и образовывали конфедерации. Федерация племен мудари (также называемая кайситами или низаритами), возглавляемая Амиром ибн Умарой аль-Мурри, представляла северные племена, в то время как федерация племен ямани объединяла южные племена. Ибрагим ибн Салих, губернатор Билад-аш-Шама и двоюродный брат халифа, регулярно участвовал в делах Джунд-Филастин. Он и его помощник Исхак ибн Ибрахим склонялись в пользу поддержки племени ямани в её спорах с мудари.
Согласно сообщению христианского источника того времени, города Газа, Бейт-Джибрин, Аскалон в Джунд-Филастин и Сарифея в Джунд-аль-Урдунне были разрушены в 788 году или во время патриарха Илии II (770—797).

## Война

### Первая кампания
Согласно историку IX века ат-Табари, столкновения между арабскими племенами Палестины начались в 790/791 годах, в то время как Ибн Тагриберди (XV век) указывает даты 787/788 годы. Сирийский православный патриарх XII века Михаил Сириец и историк XIII века Ибн аль-Атир утверждали, что конфликт начался в 792/793 году. Согласно последним, боевые действия начались после инцидента, когда член северного племени аль-кайн прибыл, чтобы размолоть свою пшеницу в некоем месте в регионе аль-Балка в Трансиордании и украл кабачки и арбузы у человека из южного племени джузам или лахм. Потери стали значительными, когда племена с Голанских высот и из Джунд-аль-Урдунн присоединились к войне как союзники яманской коалиции. Борьба была прекращена к 29 декабря 793 года, после решительного вмешательства нового халифа Харуна ар-Рашида и его братьев.

### Вторая кампания
В 796 году сражения между племенами мудари и ямани вновь вспыхнули по неизвестным причинам. Историк М. Джил предполагает, что северные племена мудари спровоцировали военные действия и что их атаки были направлены не только против федерации ямани, но и против государства Аббасидов. Харун ар-Рашид расценил бои как восстание и направил большую армию во главе с визиром Джафаром ибн Яхья, чтобы подавить восстание. Сражения между двумя сторонами разгорелись по всей Палестине, и во время крупной конфронтации около Иерусалима Ибн аль-Атир написал, что 800 членов племени ямани были убиты и 600 (или 300) — из мудари. Согласно христианскому источнику X века, одна сторона потеряла 80 человек, другая — 60. По словам М. Джила, Джафар «подавил восстание железной рукой, и было пролито много крови». Джафар назначил Иссу ибн аль-Акки своим представителем в провинции Билад-аш-Шам, а Салиха ибн Сулеймана — в аль-Балке. Таким образом, округ Джунд-аль-Урдунн, который обычно находился под властью губернатора Дамаска, получил отдельную администрацию. Это было результатом убеждения Джафара, что именно Трансиордания была эпицентром восстания.

## Последствия
Аббасидский губернатор Джунд-Филастина Харсама ибн Аян был переведен в Египет в 796 году. Во время и после войны в Палестине получила широкое распространение анархия. Кроме того, основные дороги района стали опасными из-за присутствия враждебных групп бедуинов. Различные арабские племена, которые ранее пытались совершать набеги на христианские монастыри Иудейской пустыни, но сдерживались правительственными войсками, воспользовались анархией и напали на несколько монастырей. Харитонский монастырь был разграблен 20 марта 796 года или 19 марта 797 года, 20-28 монахов в Мар-Сабе, как сообщается, были задушены или сожжены, а около 100 монахов подверглось нападению. В какой-то момент — во время или после военных действий — были совершены набеги на монастыри святого Кирияка, святых Феодосия и Евфимия.